# Match de meilleur deuxième de la Ligue américaine de baseball 2014

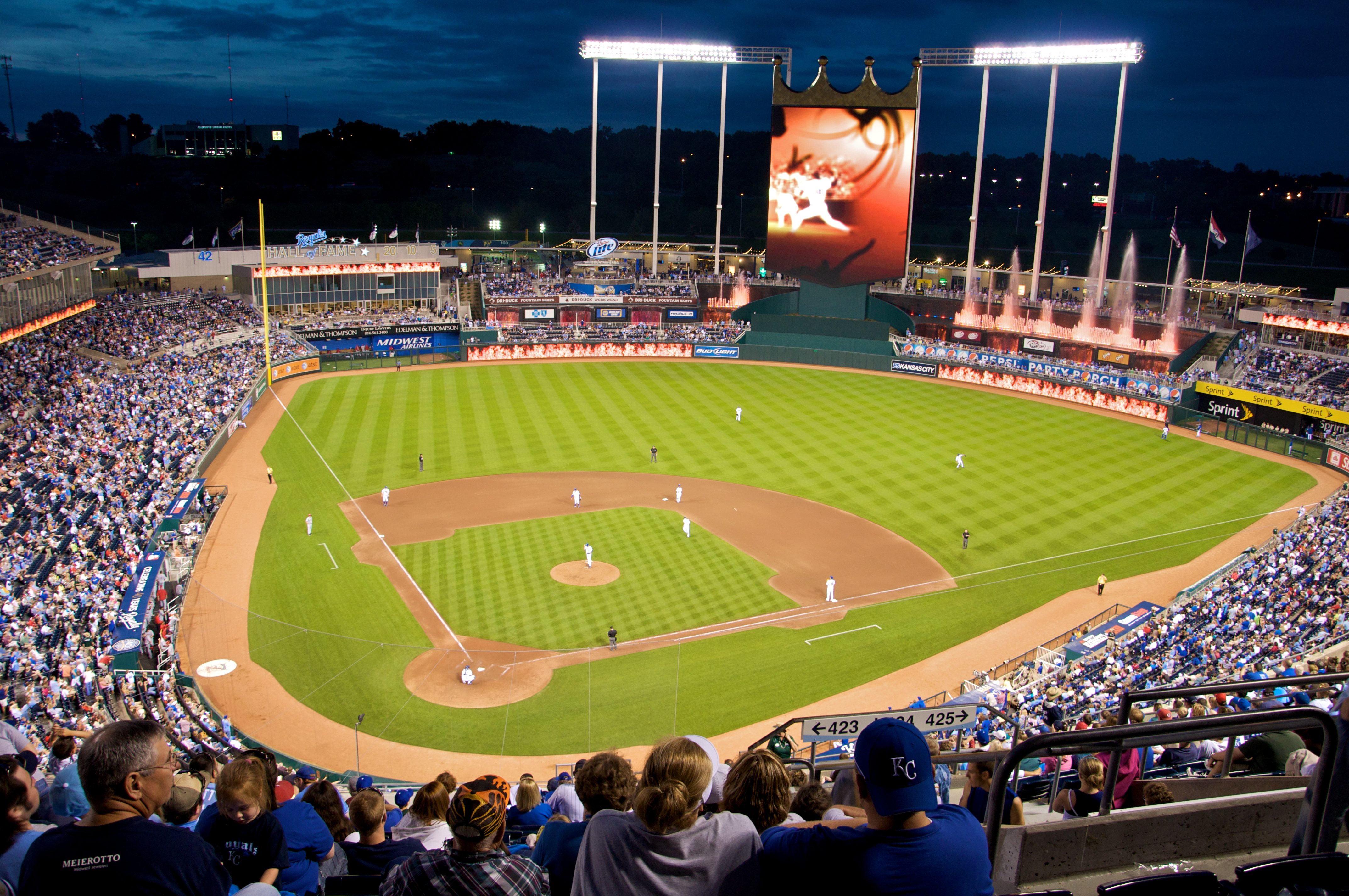
Le Kauffman Stadium de Kansas City accueille le match de meilleur deuxième de 2014.

Le match de meilleur deuxième de la Ligue américaine de baseball 2014 est un match éliminatoire de la Ligue majeure de baseball. Il est joué le mardi 30 septembre 2014 au Kauffman Stadium de Kansas City. Avec une victoire de 9-8 en 12 manches de jeu, les Royals de Kansas City éliminent les Athletics d'Oakland et accèdent à la Série de divisions de la Ligue américaine.

## Équipes en présence
La rencontre oppose les deux clubs de la Ligue américaine de baseball qualifiés pour les éliminatoires sans être champions de leur division. Le perdant de la rencontre est éliminé et le vainqueur passe en Séries de divisions.
Les Royals de Kansas City mettent fin en 2014 à ce qui était la plus longue disette du baseball majeur en se qualifiant pour leurs premières séries éliminatoires en 29 ans. Avec leur meilleure performance en saison régulière depuis 1989, ils prennent le second rang de la division Centrale de la Ligue américaine avec 89 victoires et 73 défaites, concédant par un seul match le titre de section aux Tigers de Détroit. Derniers du baseball pour les coups de circuit et les buts-sur-balles soutirés à l'adversaire,, les Royals maîtrisent en revanche l'art d'empêcher leurs opposants de marquer. La tâche de leurs rivaux est particulièrement difficile en fin de rencontre, lorsque les releveurs Kelvin Herrera (moyenne de points mérités de 1,41), Wade Davis (1,00) et Greg Holland (1,44) se succèdent au monticule. les Royals ont en 2014 remporté 64 matchs sur 69 lorsqu'ils mènent au score en début de 7e manche.
En 2014, les Athletics d'Oakland marquent 157 points de plus que leurs adversaires, la meilleure performance des majeures, mais un ralentissement de l'offensive en deuxième moitié de saison cause leur chute au classement. Avec 88 victoires et 74 défaites, les A's jouent en éliminatoires pour la 3e année de suite et se qualifient comme meilleurs deuxièmes après avoir terminé 10 matchs derrière les Angels de Los Angeles dans la division Ouest de la Ligue américaine.
Les Royals ont remporté 5 des 7 parties entre les deux équipes en saison régulière 2014. Les deux seules victoires des A's sur les Royals ont été remportées avec Jon Lester comme lanceur partant. Kansas City n'a jamais battu Oakland en éliminatoires : lors de leur premier affrontement en 1981, les A's avaient gagné les 3 matchs de la Série de division. 

## Déroulement du match
Mardi 30 septembre 2014 au Kauffman Stadium, Kansas City, Missouri.
| Athletics d'Oakland | 2 | 0 | 0 | 0 | 0 | 5 | 0 | 0 | 0 | 0 | 0 | 1 | 8 | 13 | 0 |
| Royals de Kansas City | 1 | 0 | 2 | 0 | 0 | 0 | 0 | 3 | 1 | 0 | 0 | 2 | 9 | 15 | 0 |
| Lanceurs partants : OAK : Jon Lester KC : James Shields Vic. : Jason Frasor Déf. : Dan Otero HRs : OAK : Brandon Moss (1, 2) |   |   |   |   |   |   |   |   |   |   |   |   |   |    |   |

Il s'agit du premier match éliminatoire présenté au Kauffman Stadium de Kansas City, autrefois appelé Royals Stadium, depuis un 7e match de Série mondiale le 27 octobre 1985. Brandon Moss mène l'attaque des A's avec deux circuits et 5 points produits, un record de franchise pour un match éliminatoire. C'est lui qui ouvre la marque avec un circuit de deux points aux dépens de James Shields dès le premier tour au bâton. Les Royals répliquent avec un point en fin de première manche contre Jon Lester puis deux autres en 3e reprise, un simple d'Eric Hosmer plaçant Kansas City en avant 3-2. En 6e manche, Moss redonne l'avance aux A's avec son second circuit, un coup de 3 points contre Yordano Ventura, et Oakland inscrit 5 points au total pour porter le score à 7-3. 

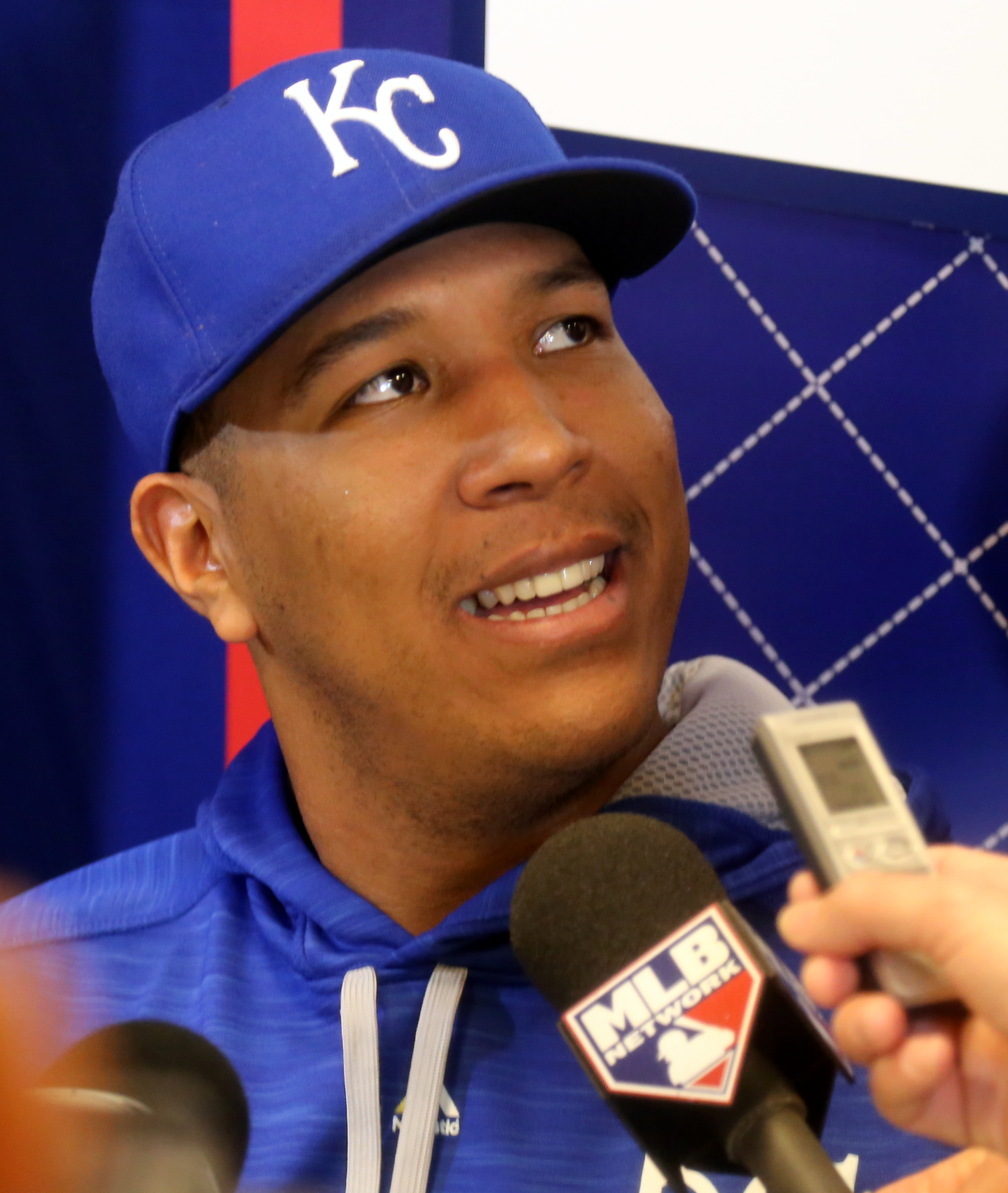
Un coup sûr de Salvador Pérez fait gagner Kansas City en.

Les Royals changent l'allure de la rencontre en fin de 8e manche grâce à 3 points, puis ils créent l'égalité en fin de 9e sur un ballon-sacrifice de Nori Aoki qui fait marquer Jarrod Dyson. L'égalité de 7-7 persiste jusqu'en début de 12e manche, où Oakland prend les devants 8-7 sur le simple d'Alberto Callaspo. Mais en fin de 12e, Kansas City crée l'égalité à nouveau : après un retrait, Eric Hosmer frappe une balle loin au champ centre-gauche, où deux voltigeurs entrent en collision, permettant au joueur des Royals d'étirer son coup sûr en triple. Puis Christian Colón commet une frappe peu élégante : un Baltimore chop,, c'est-à-dire une balle qui ricoche sur le marbre et rebondit si haut que les joueurs d'avant-champ d'Oakland n'ont jamais le temps de la récupérer à temps pour retirer Colón au premier but, ni d'empêcher Hosmer de marquer. Colón vole le deuxième but lorsque Derek Norris, des A's, échappe un lancer commandé à l'extérieur dans le but précis de le surprendre,, puis marque le point de la victoire pour Kansas City sur un coup sûr de Salvador Pérez, qui contre le lanceur Jason Hammel frappe la balle le long de la ligne du champ gauche, tout juste sous le gant du joueur de troisième but des A's, Josh Donaldson.

### Records et faits notables
Ce match à l'allure débridée, qui dure près de 5 heures, est notable pour plusieurs raisons. D'abord par le fait qu'il s'agissait du premier match éliminatoire des Royals, et de leur première victoire en parties d'après-saison, depuis 1985. Aussi par certaines décisions tactiques, jugées douteuses, du gérant de Kansas City, Ned Yost, qui commande 4 amortis (un de moins que le record en éliminatoires) et qui  remplace après seulement 5 manches James Shields, son meilleur lanceur réputé pour son endurance (plus de 200 manches lancées chaque année depuis 2007), par un autre lanceur partant, Yordano Ventura. Surtout, le match est notable pour ses nombreux rebondissements, Kansas City devenant la première équipe à combler un déficit de 4 points aussi tard dans un match à élimination directe dont ils émergent vainqueurs. 
Les Royals égalent un record des Cubs de Chicago de 1907 et des Reds de Cincinnati de 1975 avec 7 buts volés dans ce match. Fait inédit, ces 7 larcins sont réussis par 7 joueurs différents : Nori Aoki, Alcides Escobar, Lorenzo Cain, Terrance Gore, Alex Gordon, Jarrod Dyson et Christian Colón. Leur succès autour des buts est facilité par la sortie rapide du receveur d'Oakland, Geovany Soto, blessé au pouce gauche en 3e manche. Son remplaçant, Derek Norris, est réputé plus faible défensivement et les Royals volent 6 de leurs 7 buts avec celui-ci derrière le marbre.
Pour un match sans lendemain, cet affrontement Athletics-Royals égale un record de longueur établi par le duel de 12 manches remporté par les Senators de Washington sur les Giants de New York dans le 7e et dernier match de la Série mondiale de 1924.